# Chess
Chess is een musical die geschreven is door Tim Rice, met de muziek van Benny Andersson en Björn Ulvaeus. Tim Rice liet zich voor het schrijven van dit stuk inspireren door het bloedstollende wereldkampioenschap schaken in 1972 op IJsland, een strijd tussen de legendarische Rus Boris Spasski en de excentrieke Amerikaan Bobby Fischer. De musical is voor het eerst in 1984 opgevoerd, met Murray Head als een van de hoofdrolspelers.

## Verhaal
Een schaaktweekamp tussen twee grootmeesters vormt het decor voor deze musical over de onmogelijke liefde tussen de Russische schaker Anatoly en de Amerikaanse Florence. Zij is de assistent van Anatoly's tegenstander, de extravagante en opvliegende Amerikaanse grootmeester Freddy.
Als de Rus overweegt over te lopen naar het Westen, beseft hij dat hij zijn familie nooit meer terug zal zien. De KGB-agent Molokov probeert de Rus te overtuigen mee terug te gaan. Anatoly neemt dan een beslissing die voor alle partijen verregaande gevolgen heeft. 
Het verhaal speelt zich af tijdens de Koude Oorlog, waarin de wereldmachten tegenover elkaar stonden. Sportwedstrijden werden door beide kampen gebruikt voor propaganda-doeleinden.

## Nederland
In Nederland is de musical in het theaterseizoen 2006/2007 opgevoerd. De musical werd geproduceerd door Mark Vijn.
Cast 2006/2007:
- Florence Vaszy - Joke de Kruijf
- Molokov - Ben Cramer
- Anatoli Sergievsky - Jeroen Phaff , Henk Poort (met ingang van 16 januari 2007 nam Poort de rol over van Jeroen Phaff)
- Freddy Trumper - Jasper Kerkhof
- Svetlana Sergievsky - Mieke Dijkstra
- Arbiter - Perry Dosset

Ensemble: 
- Michelle Courtens
- Sanne Hamel
- Hans Lemmen
- Nathalie de Meijm
- Sasha ter Mors
- Jeroen Robben
- Sven Tummeleer
- Jurko van Veenendaal
- Daniëlle Veneman
- Wieke Wiersma